# Chagosøerne
Chagosøerne (engelsk Chagos Archipelago eller Chagos Islands og tidligere Bassas de Chagas, og også Oil Islands) er en øgruppe bestående af syv atoller med mere end 60 øer i det Indiske ocean ca. 500 km syd for øgruppen Maldiverne. Øgruppen er den sydligste øgruppe i Chagos-Laccadive højderyggen, en lang undersøisk bjergkæde under vandet i det Indiske Ocean.
Øernes areal udgør samlet 56,13 km2 De største øer i øgruppen er Diego Garcia, Peros Banhos, Salomon Islands og Egmont Islands. Der bor omkring 3.000 personer på Diego Garcia. De øvrige øer er ubeboede.
Området er officielt en koloni tilhørende Storbritannien og er en del af Britisk territorium i det indiske ocean (British Indian Ocean Territory, eller blot BIOT). Øerne var tidligere beboet i en periode på ca. halvandet hunderede år af det bourbonnais-creolsk talende folk, Changosianerne, indtil Storbritannien i perioden mellem 1967 og 1973 forflyttede befolkningen, således af USA kunne bygge en militærbase på den største af øerne, Diego Garcia. Siden 1971 har alene atollen Diego Garcia været beboet og kun med militærpersonel eller civile, der arbejder på militærbasen. Den overvejende del af indbyggerne er briter eller amerikanere (i alt 95,9%).
Tre år inden Mauritius i 1968 opnåede uafhængighed fra Storbritannien blev Chagosøerne udskilt fra Mauritius territorium, og de blev herefter benævnt British Indian Ocean Territory.
Øernes tilhørsforhold er i dag omstridt. FN har anmodet Den Internationale Domstol (ICJ) om en vejledende udtalelse om øernes tilhørsforhold. ICJ fastslog i sin afgørelse af 25. februar 2019, at Storbritannien skulle rømme øerne og tilbagegive dem til Mauritius, og FN's generalforsamling vedtog den 22. maj 2019 en resolution, der med stemmerne 116 mod 6 forlangte, at Storbritannien giver øerne tilbage til Mauritius. Vedtagelsen er dog ikke bindende for Storbritannien. Storbritannien meddelte 3. oktober 2024 at de har aftalt med Mauritius at Chagosøerne vil blive overdraget Mauritius. Det indgår i aftalen at den britisk-amerikansk militærbase kan forblive på øerne.
Storbritannien lader til at ville overdrage Chagosøerne til Mauritius i 2024.

## Geografi
Chagosøerne befinder sig ca. 500 km syd for Maldiverne, ca. 1.880 km øst for Seychellerne, ca. 1.680 km nordøst for Rodrigues Island, ca. 2.700 km vest for Cocosøerne og 3.400 km nord for Amsterdam Island.
Øernes landareal er 56,13 km2 hvoraf arealet af den største ø, Diego Garcia, udgør 32,5 km2. Det samlede areal, inklusive lagunerne indenfor atollerne udgør mere end 15.000 km2, hvoraf 12.642 km2 udgøres af Great Chagos Bank, den største anerkendte atolstruktur i verden.
Øerne består af strukturer af forstenede koraller, der befinder sig på toppen af en undersøisk højderyg, der strækker sig sydover over det Indiske oceans centrum. Strukturerne er dannet over det vulkanske hotspot 'Réunion hotspot'. I modsætning til Maldiverne er der ikke noget klart mønster i atollernes beliggenhed, hvilket får beliggenheden af Chagosøernes atoller til at se nærmest kaotisk ud. De fleste af koralstrukturerne er undersøiske rev.
Den største atol, The Great Chagos Bank, indeholder ca. halvdelen af det samlede areal af højkvalitets koralrev i det Indiske ocean. Som følge heraf har økosystemet på Chagosøerne indtil nu vist sig modstandsdygtige overfor resultaterne af klimaændringer og miljømæssige belastninger.
De største individuelle øer er Diego Garcia (32.5 km2), Eagle (Great Chagos Bank, 3.1 km2), Île Pierre (Peros Banhos, 1.40 km2), Eastern Egmont (Egmont Islands, 2.17 km2), Île du Coin (Peros Banhos, 1.32 km2) og Île Boddam (Salomon Islands, 1.27 km2).
Udover de syv atoller, der er over vand ved højvande, er der ni rev og banker, hvoraf de fleste kan anses som undersøiske atolstrukturer. Samlet indeholder strukturerne følgende atoller, rev og banker:
|      | Atol/Rev/Banke (Alternativt navn) | type                             | Areal (km2) | Areal (km2) | Antal øer | Beliggenhed                                  |
| Land | Atol/Rev/Banke (Alternativt navn) | type                             | Total       |             | Antal øer | Beliggenhed                                  |
| ---- | --------------------------------- | -------------------------------- | ----------- | ----------- | --------- | -------------------------------------------- |
| 0    | Banker uden navn                  | Undersøiske banker               | –           | 3           | –         | 04°25′S 72°36′Ø / 4.417°S 72.600°Ø           |
| 1    | Colvocoresses Reef                | Undersøisk atol                  | –           | 10          | –         | 04°54′S 72°37′Ø / 4.900°S 72.617°Ø           |
| 2    | Speakers Bank                     | Atol uden vegetation             | 0,001       | 582         | 1)        | 04°55′S 72°20′Ø / 4.917°S 72.333°Ø           |
| 3    | Blenheim Reef (Baixo Predassa)    | Atol uden vegetation             | 0,02        | 37          | 4         | 05°12′S 72°28′Ø / 5.200°S 72.467°Ø           |
| 4    | Benares Shoals                    | Undersøisk rev                   | –           | 2           |           | 05°15′S 71°40′Ø / 5.250°S 71.667°Ø           |
| 5    | Peros Banhos                      | atol                             | 9,6         | 503         | 32        | 05°20′S 71°51′Ø / 5.333°S 71.850°Ø           |
| 6    | Salomon Islands                   | Atol                             | 3,56        | 36          | 11        | 05°22′S 72°13′Ø / 5.367°S 72.217°Ø           |
| 7    | Victory Bank                      | Undersøisk atol                  | –           | 21          | –         | 05°32′S 72°14′Ø / 5.533°S 72.233°Ø           |
| 8a   | Nelsons Island                    | Del af atollen Great Chagos Bank | 0,61        | 12642       | 1         | 05°40′53″S 72°18′39″Ø / 5.68139°S 72.31083°Ø |
| 8b   | Three Brothers                    | Del af atollen Great Chagos Bank | 0,53        | 12642       | 3         | 06°09′S 71°31′Ø / 6.150°S 71.517°Ø           |
| 8c   | Eagle Islands                     | Del af atollen Great Chagos Bank | 3,43        | 12642       | 2         | 06°12′S 71°19′Ø / 6.200°S 71.317°Ø           |
| 8d   | Danger Island                     | Del af atollen Great Chagos Bank | 1,06        | 12642       | 1         | 06°23′00″S 71°14′20″Ø / 6.38333°S 71.23889°Ø |
| 9    | Egmont Islands                    | atoll                            | 4,52        | 29          | 7         | 6°40′S 71°21′Ø / 6.667°S 71.350°Ø            |
| 10   | Cauvin Bank                       | Undersøisk atol                  | –           | 12          | –         | 06°46′S 72°22′Ø / 6.767°S 72.367°Ø           |
| 11   | Owen Bank                         | Undersøisk banke                 | –           | 4           | –         | 06°48′S 70°14′Ø / 6.800°S 70.233°Ø           |
| 12   | Pitt Bank                         | Undersøisk atol                  | –           | 1317        | –         | 07°04′S 72°31′Ø / 7.067°S 72.517°Ø           |
| 13   | Diego Garcia                      | Atol                             | 32,8        | 174         | 42)       | 07°19′S 72°25′Ø / 7.317°S 72.417°Ø           |
| 14   | Ganges Bank                       | Undersøisk atol                  | –           | 30          | –         | 07°23′S 70°58′Ø / 7.383°S 70.967°Ø           |
| 15   | Wight Bank                        | Undersøisk atol                  | –           | 3           | –         | 07°25′S 71°31′Ø / 7.417°S 71.517°Ø           |
| 16   | Centurion Bank                    | Undersøisk atol                  | –           | 25          | –         | 07°39′S 70°50′Ø / 7.650°S 70.833°Ø           |
|      | Chagosøerne                       | Arkipelag                        | 56,13       | 15.427      | 64        | 04°54' til 07°39'S 70°14' til 72°37' E       |

## Historie

### Tidlig historie
Ifølge mundtlig overleveringer blandt den oprindelige befolkning på Maldiverne skete det, at lokale handelsfolk og fiskere strandede på Chagosøerne førend de blev reddet og hentet hjem til Maldiverne. Befolkningen på Maldiverne anså dog Chagosøerne for at være for fjernt beliggende til at blive permanent beboede. På det lokale Maldiviske sprog blev øerne kaldt Fōlhavahi eller Hollhavai; de enkelte atoller blev ikke navngivet.
De første europæere på Chagosøerne var portugisiske opdagelsesrejsende. Den portugisiske søfarer Pedro de Mascarenhas (1470 – 1555) angives at have opdaget øerne, men dette støttes imidlertid ikke af troværdige kilder. Portugiserne kaldte øerne Bassas de Chagas, hvor Chagas på portugisisk betyder "sår", efter Jesu sår ved korsfæstelsen. De portugisiske søfarere gav også flere af atollerne navne, herunder atollerne Diego Garcia og Peros Banhos, nævnt som 'Pedro dos Banhos' i 1513 af Afonso de Albuquerque. Portugiserne havde dog ingen væsentlig interesse i den fjerne og isolerede øgruppe, der ikke havde et økonomisk eller politisk potentiale, og øerne blev derfor aldrig en del af Det portugisiske koloniimperium. Den første egentlige beskrivelse af Chagosøerne blev foretaget af af skibbrudne portugiser Manoel Rangel, der i 1556 stødte på grund med skibet Conceição på revet ud for Peros Banhos.
Franskmændene var de første, der gjorde territorielt krav på øerne. Franskmændene havde forinden i 1665 bosat sig på øen Réunion og i 1715 på Isle de France (i dag Mauritius). Franskmændene begyndte i 1770'erne at udstede licenser til virksomheder til etablering af plantager til dyrkning af kokosnødder. Den første succesfulde permanente beboelse blev grundlagt i 1793 på den største ø, Diego Garcia, og der blev herefter etableret flere kokosnødplantager på de øvrige atoller og øer. Franskmændene benyttede slaver til arbejdet i plantagerne.
Den 27. april 1786 gjorde Storbritannien krav på Chagosøerne. Storbritannien fik dog først overhøjhed over øerne i 1814 efter Napoleons nederlag til Storbritannien under Napoleonskrigene. Chagosøerne blev regeret fra Mauritius, der også var blevet overtaget af briterne som en britisk koloni. Slaveriet på øerne blev ophævet i 1840. Slavernes efterkommere benævnes 'Ilois' (fransk-creolsk for 'øboere')
Øerne blev for første gang opmålt med præcision af briterne i 1838.

### 1900-tallet
Den 31. august 1903 blev Chagosøerne af Storbritannien overført fra Seychellerne til Mauritius.
I november 1965 købte Storbritannien Chagosøerne fra den daværende selvstyrende koloni Mauritius for 3 millioner pund i forbindelse med etableringen af British Indian Ocean Territory (BIOT), formålet var at nedlægge øernes plantager og i stedet udlægge øerne til base for det amerikanske militær. Den 30. december 1966 indgik USA og Storbritannien en aftale, der gav USA's våbnede styrker ret til at benytte øerne til militære formål i 50 år indtil december 2016 med en option til USA på at forlænge bruge i yderligere 20 år (til 2036). Pr. 2019 er det alene atollen Diego Garcia, der er blevet omdannet til militærbase.
I 1967 købte den britiske regering samtlige aktiver tilhørende på seychelleanske selskab 'Chagos Agalega Company', der ejede alle øerne i BIOT, for en pris på £660.000, hvorefter aktiver (herunder bygninger) blev administreret af den britiske regering. Formålet var at drive virksomhed på øerne indtil den amerikanske overtagelse, men det viste sig, at driften af plantagerne var underskudsgivende, bl.a. som følge af nye olie- og smøringsprodukter på markedet og som følge af konkurrence fra nye kokosnødplantager i bl.a. Filippinerne.
I perioden fra 1967 til 1973 blev øernes befolkning løbende forflyttet for at gøre plads til en ny militærbase på Diego Garcia. Plantagearbejderne og deres familier blev først flyttet til plantagerne på Peros Banhos Salomonøerne i den nordvestlige del af øgruppen; dem der protesterede blev flyttet direkte til Mauritius eller Seychellerne. Senere i perioden blev også befolkningen på de øvrige øer og atoller flyttet. Der blev ikke anvendt fysisk magt ved flytningen. Beboerne fik at vide, at selskabet, der drev plantagerne på øerne lukkede, og at der derfor ikke længere ville blive sendt forsyninger til øerne. Så med mindre beboerne flyttede, ville de ikke modtage forsyninger af mad m.v. De forflyttede beboere fik ringe forhold på Mauritius.
Amerikanske ingeniører påbegyndte byggearbejderne i 1971. I 1972 besluttede Storbritannien af lukke alle tilbageværende plantager på Chagosøerne og de resterende lokale beboere blev forflyttet til Seychellerne eller Mauritius. På det tidspunkt havde Mauritius opnået uafhængighed, og østatens regering krævede økonomisk kompensation for at tage imod indbyggerne fra Chagosøerne, hvorfor Storbritannien i 1973 betalte yderligere £650.000 for at få forflyttet beboerne.

### 2000–i dag
Den britiske regering etablerede den 1. april 2010 verdens største naturbeskyttelsesområde i havet omkring Chagosøerne, kaldet Chagos Marine Protected Area. Området omfatter et areal på 640.000 km2 og er således større end Europas største land, Ukraine.
Mauritius protesterede imidlertid mod udlæggelsen af området som naturbeskyttelsesområde, da Mauritius mener at have ret til fiskeri og udnyttelse af naturressourcer, herunder olie, og indklagede den 20. december 2010 Storbritannien for Den Faste Voldgiftsret i Haag, der den 19. marts 2015 fastslog, at Storbritannien havde krænket folkeretten ved udlæggelsen..
Der har siden 2000 endvidere været debat om Storbritanniens forflyttelse af lokalbefolkningen. Spørgsmålet har været drøftet i FN, der anmodede Den Internationale Domstol (ICJ) om en vejledende udtalelse om øernes tilhørsforhold. ICJ konkluderede den 25. februar 2019 i sin udtalelse, at Storbritannien hurtigst muligt bør overgive øerne til Mauritius, og at øvrige medlemslande i FN har en pligt til i FN at medvirke til at bringe den (delvise) kolonisering af Mauritius til ophør. Baseret på ICJ's udtalelse vedtog FN's generalforsamling den 22. maj 2019 en resolution, der med stemmerne 116 mod 6 forlangte, at Storbritannien giver øerne tilbage til Mauritius. Vedtagelsen er dog ikke bindende for Storbritannien.
I 2004 anlagde i alt 1786 tidligere tvangsforflyttede beboere og efterkommerne af disse sag mod Storbritannien ved Den Europæiske Menneskerettighedsdomstol med påstand om, at deres menneskerettigheder var blevet krænket i forbindelse med forflyttelsen i 1967-73. Menneskerettighedsdomstolen afviste imidlertid sagen den 20. december 2012, da beboerne med retsforliget i 1975 og modtagelsen af økonomisk kompensation for krænkelserne havde fraskrevet sig retten til at gøre yderligere krav gældende.